# Teorema de Gibbard-Satterthwaite
El teorema de Gibbard-Satterthwaite, cuyo nombre proviene de los académicos Allan Gibbard y Mark Satterthwaite, es un resultado sobre sistemas electorales deterministas en los que se elige a un único ganador a partir de las preferencias de los votantes, donde cada votante consigna a todos los candidatos por orden de preferencia. El teorema afirma que en elecciones donde concurran tres o más candidatos, debe producirse uno de los siguientes efectos para cada regla de votación:
1. La regla es dictatorial (v.gr., hay un solo individuo que puede elegir al ganador), o
2. Hay candidatos que de acuerdo con la regla nunca pueden ganar, o
3. La regla puede ser objeto del voto útil, en el sentido de que un votante con información completa sobre los demás votantes no vota respetando sus preferencias.

Las reglas que impiden el triunfo de determinados candidatos son dictatoriales e inefectivas. Cada sistema de votación que elige un solo ganador o bien es manipulable o bien no cumple las condiciones del teorema. 